# Tipula (Sinotipula) sindensis
Tipula (Sinotipula) sindensis is een tweevleugelige uit de familie langpootmuggen (Tipulidae). De soort komt voor in het Oriëntaals gebied.